# Готландский художественный музей
Готландский художественный музей — музей, расположенный в городе Висбю. Художественный музей Готланда был открыт в 1988 году с Яном Бруниусом в качестве директора в здании первой начальной школы Готланда, построенной в 1847 году. Музей является частью Готландского музея. Собственная художественная коллекция музея состоит в основном из картин и ремесленных изделий, связанных с Готландом с начала 19 века до наших дней. 
Здание, внесенное в список с 1997 года, было построено в 1847-1848 годах по планам К. Бергмана как первая начальная школа Висбю. Позже он стал детским садом Висбю. С конца 1950-х годов он использовался школой Висбю. После того, как в 1971 году была построена школа Säveskolan, средняя школа переехала, а здание стало использоваться для других образовательных целей. В 1987-1988 годах здание было полностью отремонтировано, в связи с чем в нем разместился недавно созданный художественный музей .
В 1997 году здание было включено в список памятников архитектуры.

## Закрытие
В 2019 году Готландский художественный музей навсегда прекратил свою деятельность в этом здании, сославшись на то, что оно непригодно для размещения произведений искусства из-за плохого внутреннего климата. Предыдущей зимой верхний этаж был очищен от произведений искусства, так как старые произведения были повреждены из-за того, что хранились там .
Выставочная деятельность художественного музея продолжилась в помещении Gotlands Fornsal. Будущее использование имущества и будущая организация показа современного искусства (в мае 2020 года) неясны .